# Rechtschaffenheit
Rechtschaffenheit wird beschrieben als die Neigung und das Bestreben, den Pflichten seines Standes gegenüber „einem höheren Wesen“ und den Menschen Genüge zu tun.  In den Texten des Alten Testamentes wird Rechtschaffenheit vielfach als bedeutende Eigenschaft hervorgehoben. Wenn Charakteristika genannt werden, dann sind dies die rechte und wohltuende Sprache des rechtschaffenen Menschen sowie sein beherrschtes Verhalten. So könne bspw. der weise König durch rechte Sprache Recht schaffen für die Geringeren, wodurch er im Gegenzug seinen Anspruch auf den Thron legitimieren würde. Im Christentum wird der gläubige, tätige Mensch als „rechtschaffen“ bezeichnet, wenn er mit seinen guten Werken im Sinne christlicher Tugenden handelt. Als Gegenspieler des Rechtschaffenen wird im Alten Testament der Frevler angeführt.
Im alltäglichen Sprachgebrauch bezieht sich der Begriff „Rechtschaffenheit“ auf jemanden, der nach ethischen Grundsätzen von eigener, ehrlicher Arbeit lebt und seine Leistungen mit gerechter Entlohnung und zu fairen Preisen erstellt.